# چرخه گوگرد–ید

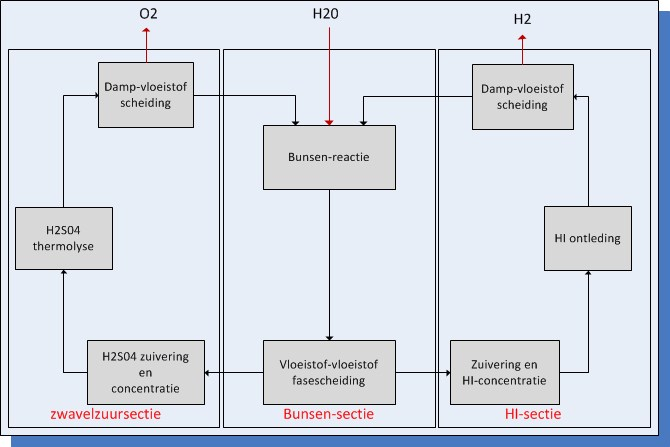
فرایند چرخه گوگرد-ید

چرخه گوگرد-ید (S-I) یک چرخهٔ ترموشیمی سه مرحله ای است که در تولید هیدروژن کاربرد دارد. در سه گام چرخه ی گوگرد-ید، سه واکنش شیمیایی داریم که واکنشگر اصلی در آنها آب است و محصول های نهایی آنها هیدروژن و اکسیژن اند اما دیگر مواد شیمیایی در چرخه بازگشت دارند.
این چرخه به مقدار کافی گرما نیازمند است.

## توصیف فرایند
سه واکنشی که منجر به تولید هیدروژن می شوند عبارتند از:
1. I2 + SO2 + 2 H2O → 2 HI + H2SO4 (120 °C); واکنش بونزن

1. - بعداً با کمک تقطیر، HI جدا می شود.

1. 2 H2SO4 → 2 SO2 + 2 H2O + O2 (830 °C)

1. - باید آب، SO2 و H2SO4 باقی مانده از راه میعان از اکسیژن جدا شود.

1. 2 HI → I2 + H2 (450 °C)

1. - ید و دیگر مواد همراه با آب یا SO2 از راه میعان جدا می شود و محصول هیدروژن به صورت گازی باقی می ماند.

واکنش نهایی: 2 H2O → 2 H2 + O2
ترکیب های گوگرد و ید دوباره بازیابی می شوند و بکار گرفته می شوند به همین دلیل به این سه فرایند چرخه گفته میشود.